# دیوگو مونتیرو
دیوگو مونتیرو (انگلیسی: Diogo Monteiro؛ زادهٔ ۲۸ ژانویهٔ ۲۰۰۵) بازیکن فوتبال اهل پرتغال است که در حال حاضر برای باشگاه فوتبال لیدز یونایتد بازی می‌کند. 
وی همچنین در تیم‌های ملی فوتبال زیر ۱۵ سال پرتغال، زیر ۱۶ سال پرتغال، زیر ۱۷ سال پرتغال، زیر ۱۸ سال پرتغال، و زیر ۱۹ سال پرتغال بازی کرده است.